# Sapromyza argus
Sapromyza argus är en tvåvingeart som beskrevs av Macquart 1846. Sapromyza argus ingår i släktet Sapromyza och familjen lövflugor. Inga underarter finns listade i Catalogue of Life.